# Junagadh (Distrikt)
Der Distrikt Junagadh (früher auch Junagarh; Gujarati: જુનાગઢ જિલ્લો) ist einer von 26 Distrikten des Staates Gujarat in Indien. Die gleichnamige Stadt Junagadh ist die Hauptstadt des Distrikts. Die letzte Volkszählung im Jahr 2011 ergab eine Gesamtbevölkerungszahl von 2.743.082 Menschen.

## Geschichte
Von vorchristlicher Zeit bis ins Jahr 1472 wurde das Gebiet – wie die ganze Region – von diversen buddhistischen und hinduistischen Herrschern regiert. Die erste Zivilisation war die Indus-Kultur. Das Gebiet wurde im Mittelalter von den Rajputen beherrscht und war in ständige Kämpfe mit muslimischen Heeren verwickelt. Die letzte nichtmuslimische Dynastie waren die Rajputen von Chudasama.
Nach jahrhundertelangen militärischen Auseinandersetzungen mit muslimischen Eroberern und Regenten im Norden Indiens erfolgte 1472 die Besetzung durch muslimische Soldaten. Danach herrschten bis ins Jahr 1735 verschiedene muslimische Dynastien (Sultanat von Delhi, Sultanat Gujarat und die Großmoguln). Im Jahre 1735 gründete der Afghane Sher Khan Babi ein von den Moguln unabhängiges Fürstentum. Dieser Junagadh State blieb trotz ständiger Kämpfe mit den Marathen ein unabhängiger Prinzenstaat bis zum Jahr 1807. In jenem Jahr wurde Junagarh State ein britisches Protektorat. 1818 bis 1947 gehörte es als unabhängiger Prinzenstaat zum Sorat Prant innerhalb der Kathiawar Agency und somit verwaltungstechnisch zur britischen Verwaltungsregion Bombay Presidency. Aus der Kathiawar Agency wurde mit der Unabhängigkeit Indiens 1947 der Saurashtra (Staat). Da der Nawab Muhammad Mahabat Khan III Muslim war, entschied er sich für den Anschluss an Pakistan. Am 13. September 1947 akzeptierte Pakistan trotz der fehlenden Landverbindung den Anschluss des Prinzenstates. Da jedoch rund 80 % der Bevölkerung Hindus waren, kam es zu Unruhen wegen dieses politischen Entscheids. Verschiedene Gebiete innerhalb des Junagadh-Staats erklärten ihre Loyalität gegenüber Indien. Nachdem der Druck Indiens immer stärker wurde, verließen der Nawab und seine Familie das Gebiet und flüchteten per Flugzeug nach Karatschi in Pakistan. Die indische Armee marschierte ein und am 9. November 1947 wurde ein indischer Gouverneur eingesetzt. Dieser arrangierte für den 20. Februar 1948 ein Referendum über den weiteren Verbleib des Gebiets. Von den mehr als 200.000 Wählenden sprachen sich rund 91 % für Indien und nur 9 % für Pakistan aus. Am 20. Januar 1949 wurde Junagadh daher Teil des Staats Saurashtra. Der Distrikt Junagadh/Junagarh wurde erst wieder mit der Auflösung des Saurashtra-Staats 1956 wieder Teil des Bombay-Staats. Im Jahre 1960 wurde dieser indische Bundesstaat geteilt und das Gebiet kam zum neu geschaffenen Bundesstaat Gujarat.

(Quelle:)

## Bevölkerung

### Bevölkerungsentwicklung
Wie überall in Indien wächst die Einwohnerzahl im Distrikt Junagadh seit Jahrzehnten stark an. Die Zunahme verlangsamte sich allerdings in den Jahren 2001–2011 auf rund 12 Prozent (12,05 %). In diesen zehn Jahren nahm die Bevölkerung dennoch um fast 300.000 Menschen zu. Die genauen Zahlen verdeutlicht folgende Tabelle:

### Bedeutende Orte

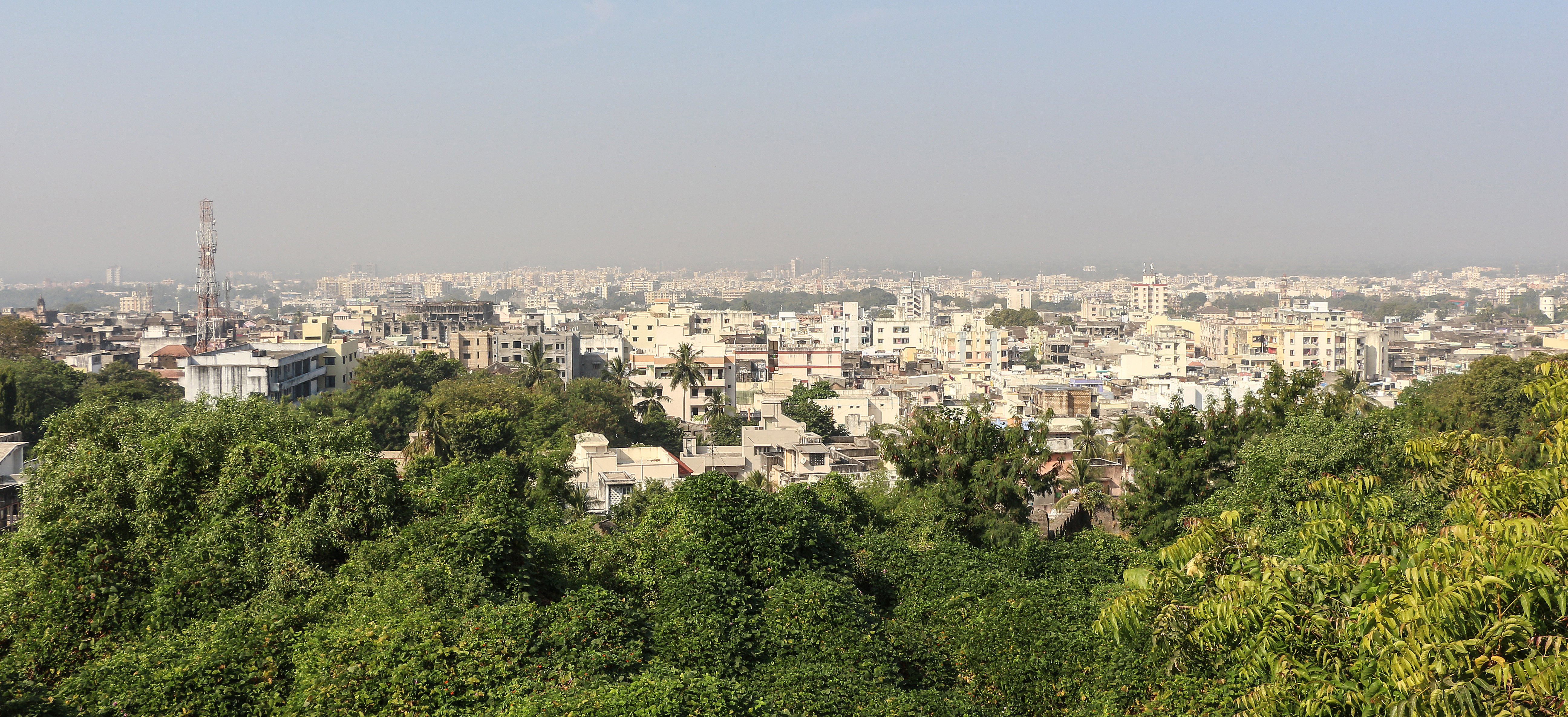
Blick auf die Stadt Junagadh

Einwohnerstärkste Ortschaft des Distrikts ist der Hauptort Junagadh mit über 300.000 Bewohnern. Weitere bedeutende Städte mit einer Einwohnerschaft von mehr als 20.000 Menschen sind Veraval, Keshod, Mangrol, Una, Kodinar, Manavadar, Sutrapada, Chorvad und Talala. Die städtische Bevölkerung macht 33,04 Prozent der gesamten Bevölkerung aus.